# Henry VIII (opera)

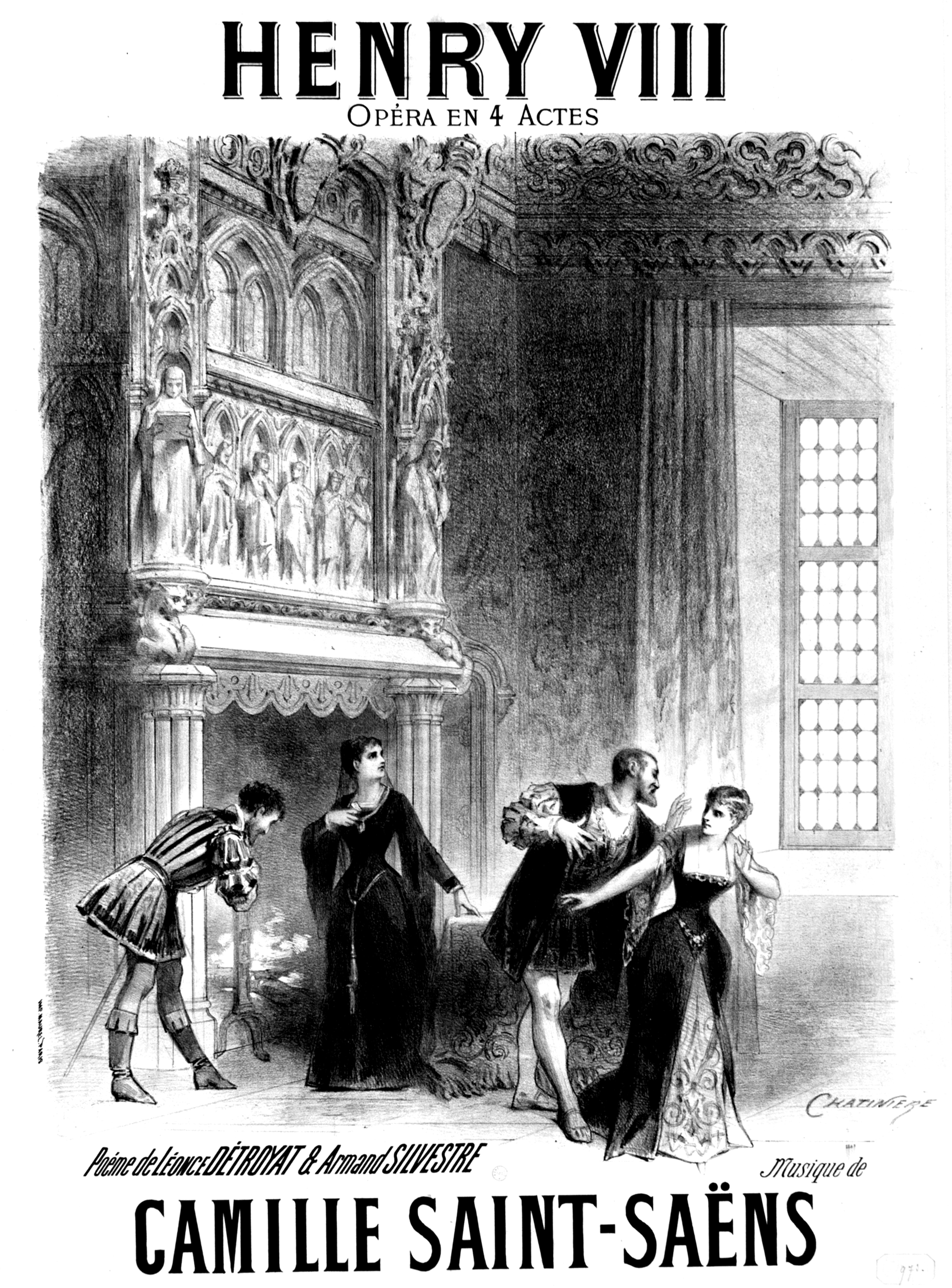
Illustration från 1883.

Henry VIII (Henrik VIII) är en opera i fyra akter av Camille Saint-Saëns och med libretto av Léonce Détroyat och Armand Silvestre efter Pedro Calderón de la Barcas roman El cisma en Inglaterra (1627)

## Historia
Ursprungligen var det tänkt att Charles Gounod skulle komponera musiken men på grund av andra åtaganden hann han inte med. Saint-Saëns hade komponerat flera operor tidigare men ännu ingen för Parisoperan, så han påtog sig gärna uppdraget. Den 5 mars 1883 hade operan premiär och blev en stor succé. Den kan ses som en sammanbindande länk mellan Meyerbeer och den seriösa franska operan i början av 1890-talet. Henry VIII fanns på repertoaren fram till 1919.

## Personer
- Henry VIII (Henrik VIII av England) (baryton)
- Don Gomez de Féria, spanska ambassadör (tenor)
- Le Cardinal Campeggio (Lorenzo Campeggio), påvlig kardinal (bas)
- Le Comte de Surrey (Henry Howard, earl av Surrey) (tenor)
- Le duc de Norfolk (Thomas Howard, 3:e hertig av Norfolk) (bas)
- Thomas Cranmer, ärkebiskop av Canterbury (bas)
- Catherine d'Aragon (Katarina av Aragonien) (sopran)
- Anne de Boleyn (Anne Boleyn) (mezzosopran)
- Lady Clarence (Susan Clarencieux), Catherines hovdam (sopran)
- Garter, roi d'armes (tenor)
- Fyra ädlingar (2 tenorer, 2 basar)
- Un huissier de la cour (Bailiff) (bas)
- En officer (tenor)

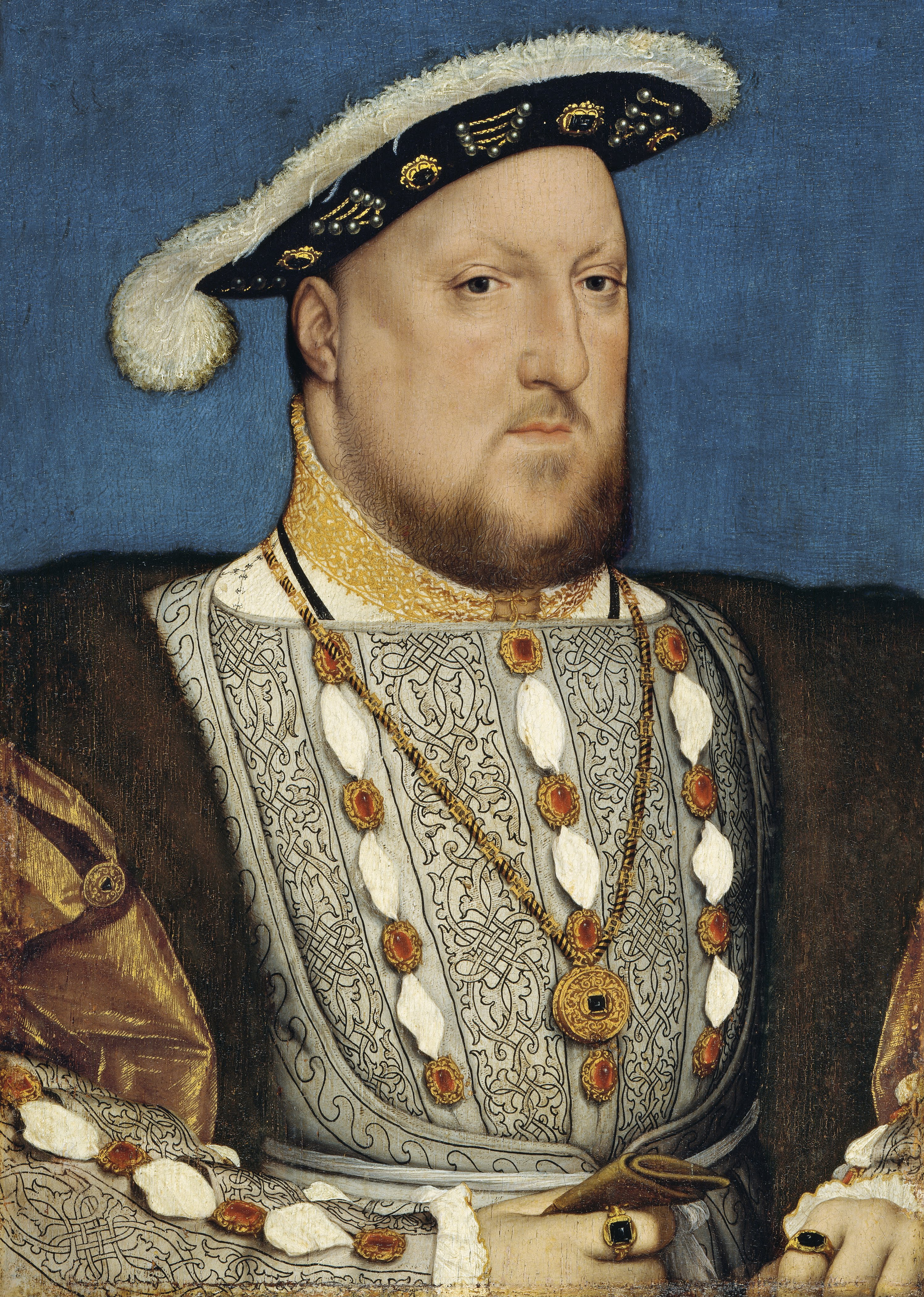
Henrik VIII målad av Hans Holbein d.y.
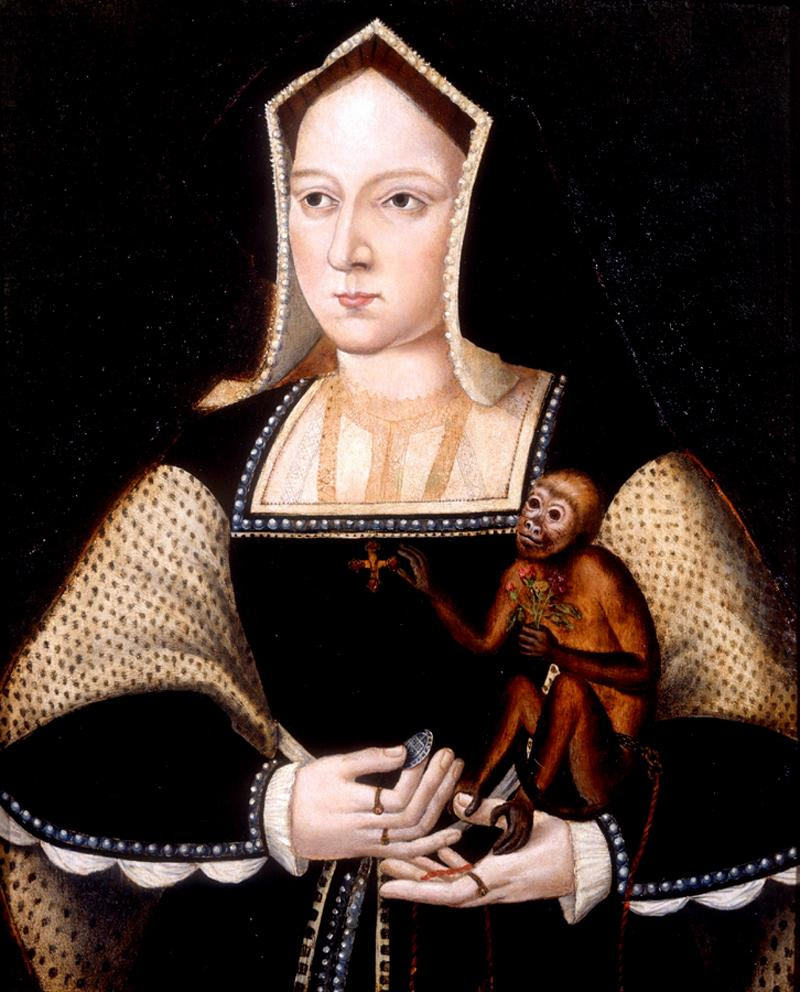
Katarina av Aragonien.
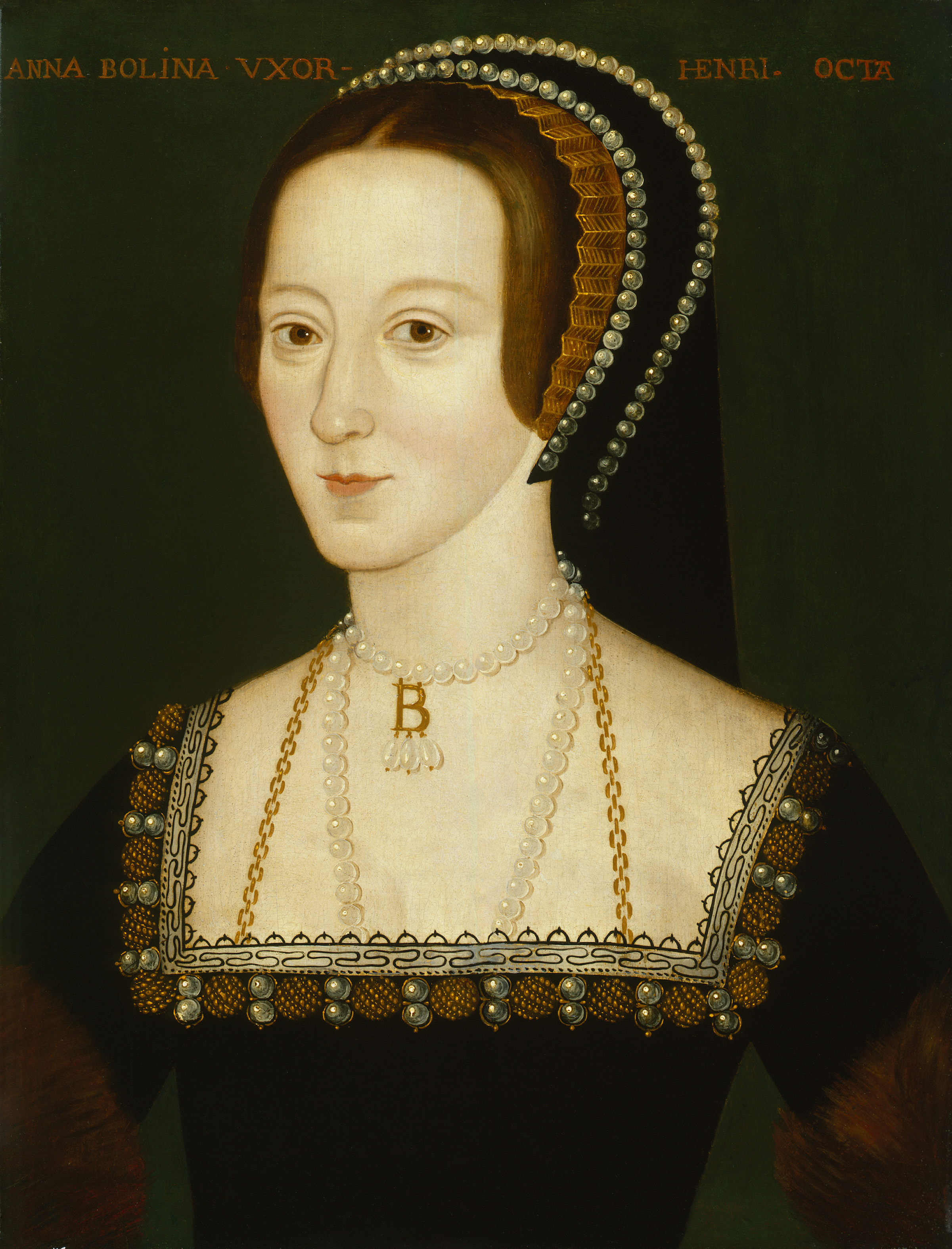
Anne Boleyn.
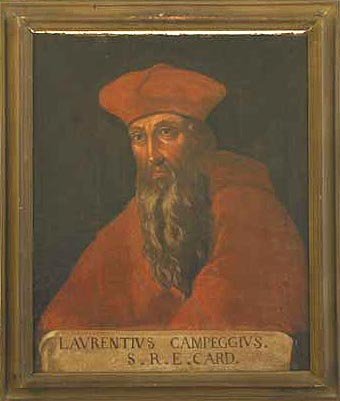
Lorenzo Campeggio.
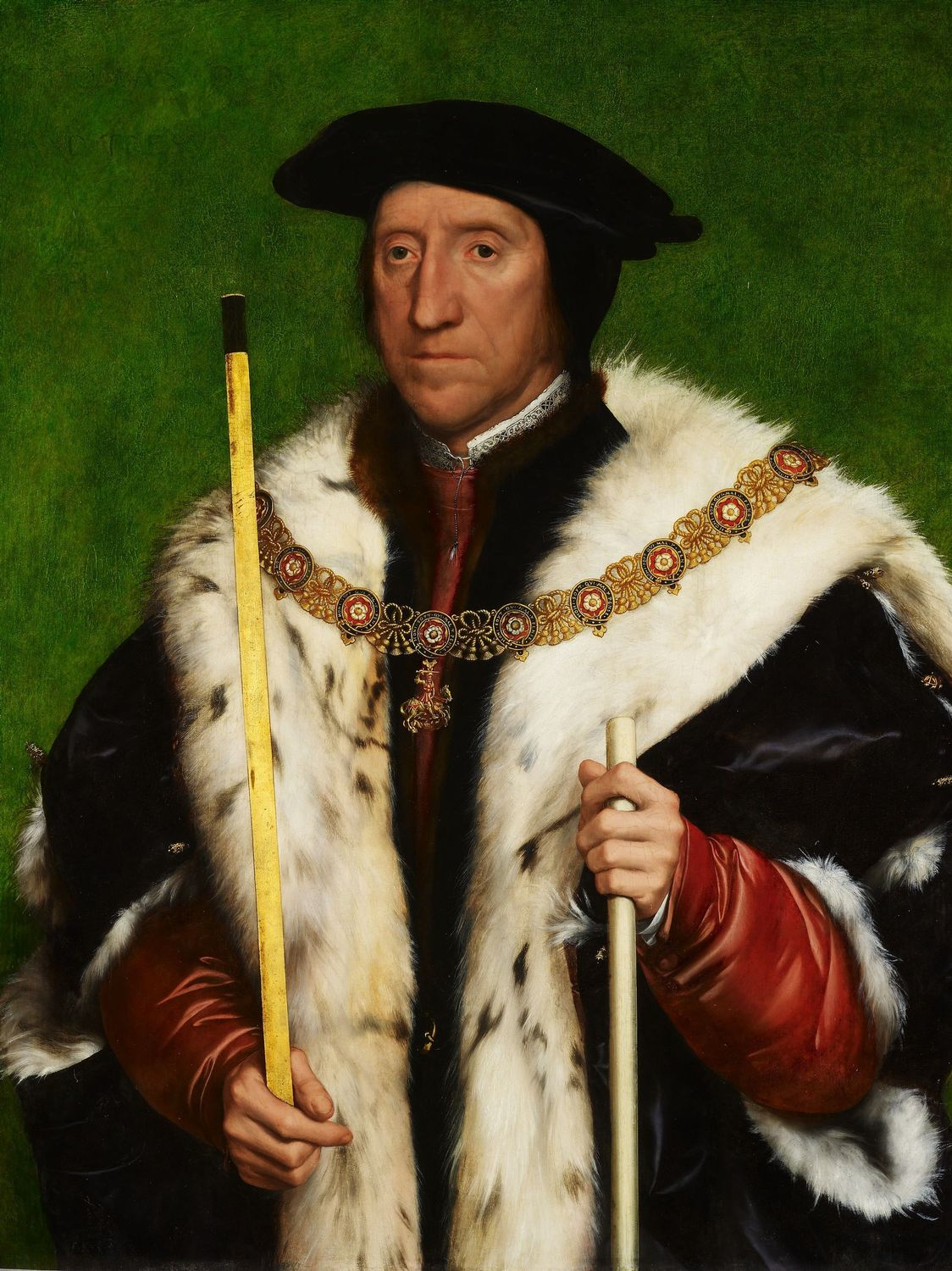
Hertigen av Norfolk målad av Hans Holbein.
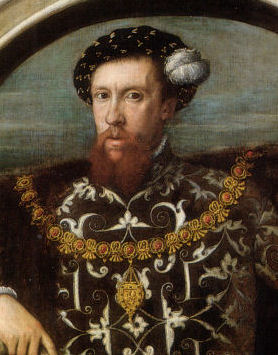
Earlen av Surrey.
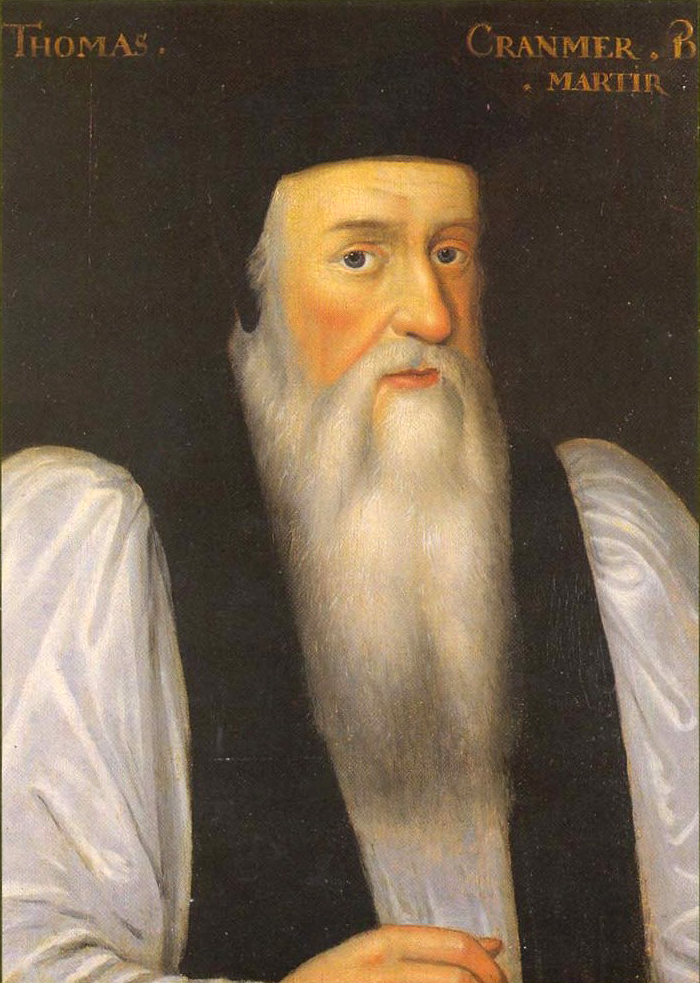
Thomas Cranmer

## Handling
Kung Henry har trotsat påven och ämnar skilja sig från Catherine d'Aragon för att gifta om sig med Anne de Boleyn. Trots sin situation hjälper Catherine sin rival Anne från kungens vrede och bränner ett avslöjande kärleksbrev som Anne fick från den spanske ambassadören Gomez.